# Obernried
Obernried ist ein Gemeindeteil der Gemeinde Waffenbrunn im Landkreis Cham des Regierungsbezirks Oberpfalz im Freistaat Bayern.

## Geografie
Obernried liegt 6 Kilometer nördlich von Waffenbrunn und 1 Kilometer westlich der Staatsstraße 2146. Obernried liegt auf der Ostseite des Bergsattels zwischen dem 639 Meter hohen Bühl im Norden und dem 682 Meter hohen Gemeindeberg im Süden. 1 Kilometer östlich von Obernried fließt der Katzbach nach Süden dem Regen zu.

## Geschichte
Obernried gehört zu den Gründungen der Ritter von Geigant im 14. Jahrhundert.
1752 gehörte Obernried zum Hinteren Amt des Gerichtes Cham. Obernried hatte 25 Anwesen, darunter gehörten 1 Anwesen zur Stadt Cham, 1 Anwesen zum Domkapitel Regensburg, 1 Anwesen zum Kastenamt Cham, 8 Anwesen zur Hofmark Treffelstein, 11 Anwesen zur Hofmark Waffenbrunn. Die Schmiede und 2 Hüthäuser gehörten der Gemeinde.
1808 wurde die Verordnung über das allgemeine Steuerprovisorium erlassen. Mit ihr wurde das Steuerwesen in Bayern neu geordnet und es wurden Steuerdistrikte gebildet. Dabei wurde Obernried Steuerdistrikt. Der Steuerdistrikt Obernried bestand aus den Ortschaften Obernried, Darstein, Himmelmühle, Kuglhof, Thonberg. 1821 wurden im Landgericht Cham Gemeinden gebildet. Dabei wurde Obernried landgerichtsunmittelbare Gemeinde. Sie war mit dem Steuerdistrikt Obernried identisch. Ab 1867 gehörten zur Gemeinde Obernried die Orte Darstein, Himmelberg, Himmelmühle, Klinglmühle, Kuglhof, Obernried, Sonnhof und Thonberg.
Bei der Gebietsreform in Bayern wurde 1972 die Gemeinde Obernried in die Gemeinden Waffenbrunn eingemeindet.
Obernried gehört zur Pfarrkuratie St. Laurentius Grafenkirchen. 1997 hatte Obernried 147 Katholiken.

## Einwohnerentwicklung ab 1838
| Jahr | Einwohner | Gebäude |
| ---- | --------- | ------- |
| 1838 | 216       | 27      |
| 1861 | 172       | 69      |
| 1871 | 203       | 84      |
| 1885 | 199       | 32      |
| 1900 | 163       | 39      |
| 1913 | 173       | 30      |

| Jahr | Einwohner | Gebäude |
| ---- | --------- | ------- |
| 1925 | 182       | 30      |
| 1950 | 202       | 33      |
| 1961 | 156       | 32      |
| 1970 | 160       | k. A.   |
| 1987 | 171       | 43      |
| 2011 | 120       | k. A.   |

## Tourismus und Naturdenkmal
Die katholische Nebenkirche St. Peter und Paul ist ein giebelständiger und abgewalmter Satteldachbau mit eingezogener Apsis und verschindeltem Dachreiter mit Zwiebelhaube aus dem 18. Jahrhundert. Sie steht unter Denkmalschutz mit der Denkmalnummer D-3-72-168-17.
Der Bereich der katholischen Nebenkirche St. Peter und Paul in Obernried ist als Bodendenkmal mit der Denkmalnummer D-3-6642-0064 ausgewiesen. Hier gibt es archäologische Befunde der frühen Neuzeit, darunter die Spuren von Vorgängerbauten und älteren Bauphasen.